# ییلرینگ، استرالیای غربی
ییلرینگ (به انگلیسی: Yealering) یک روستا در استرالیا است که در استرالیای غربی واقع شده‌است.